# 유흠 (남돈군)
남돈군(南頓君) 유흠(劉欽, ? ~ 3년)은 중국 전한의 황족으로 전한의 제6대 황제 경제(景帝)의 서자 장사정왕(長沙定王) 유발(劉發)의 4대손이었다. 유연과 유수 형제의 아버지였다.
울림태수(郁林太守) 유외(劉外)의 손자이며 거록도위(鉅鹿都慰) 유회(劉回)의 아들로 태수(太守)와 남돈령(南頓令)을 역임하였다. 뒤에 기원후 23년 셋째 아들 유수가 후한의 황제로 즉위하면서 군(君)으로 추봉되었다.
한나라 부흥군의 황제였던 경시제 유현(劉玄)은 그의 5촌 조카였다.

## 가족
- 증조부 : 용릉절후(舂陵節侯) 유매(劉買)
- 할아버지 : 울림태수(郁林太守) 유외(劉外)
- 아버지 : 거록도위(鉅鹿都慰) 유회(劉回)
- 처 : 번씨(樊氏), 번중(樊重)의 딸
- 자 : 제무왕(齊武王) 유연(劉縯)
- 자 : 노애왕(魯哀王) 유중(劉仲)
- 자 : 광무제 유수(劉秀)
- 여 : 호양공주 유황(劉黃)
- 여 : 신야공주 유원(劉元)
- 여 : 영평공주 유백희(劉伯姬)